# Veliko zatopljenje (2006.)
Veliko zatopljenje je dokumentarni film Michaela Taylora iz 2006. Kao pripovjedači filma pojavljuju se Alanis Morissette i Keanu Reeves, te je film čak prije premijere 3. studenog 2006. pomogao da se stvori savez između demokrata i evangelista koji su pokušavali pokrenuti inertnu američku vladu radi ublažavanja klimatskih promjena. Film je također osnova za veću koaliciju koja se kreće od organizacija kao što su "Friends of the Earth", "Union of Concerned Scientists" do "Church of Christ, Scientist".

## Vanjske poveznice
- Službena stranica  Arhivirana inačica izvorne stranice od 12. kolovoza 2012. (Wayback Machine)